# Rafał Kosik
Pour les articles homonymes, voir Kosik.
 (septembre 2024).
La mise en forme du texte ne suit pas les recommandations de Wikipédia : il faut le « wikifier ».
Les points d'amélioration suivants sont les cas les plus fréquents. Le détail des points à revoir est peut-être précisé sur la page de discussion.
- Les titres sont pré-formatés par le logiciel. Ils ne sont ni en capitales, ni en gras.
- Le texte ne doit pas être écrit en capitales (les noms de famille non plus), ni en gras, ni en italique, ni en « petit »…
- Le gras n'est utilisé que pour surligner le titre de l'article dans l'introduction, une seule fois.
- L'italique est rarement utilisé : mots en langue étrangère, titres d'œuvres, noms de bateaux, etc.
- Les citations ne sont pas en italique mais en corps de texte normal. Elles sont entourées par des guillemets français : « et ».
- Les listes à puces sont à éviter, des paragraphes rédigés étant largement préférés. Les tableaux sont à réserver à la présentation de données structurées (résultats, etc.).
- Les appels de note de bas de page (petits chiffres en exposant, introduits par l'outil «  Source ») sont à placer entre la fin de phrase et le point final[comme ça].
- Les liens internes (vers d'autres articles de Wikipédia) sont à choisir avec parcimonie. Créez des liens vers des articles approfondissant le sujet. Les termes génériques sans rapport avec le sujet sont à éviter, ainsi que les répétitions de liens vers un même terme.
- Les liens externes sont à placer uniquement dans une section « Liens externes », à la fin de l'article. Ces liens sont à choisir avec parcimonie suivant les règles définies. Si un lien sert de source à l'article, son insertion dans le texte est à faire par les notes de bas de page.
- La présentation des références doit suivre les conventions bibliographiques. Il est recommandé d'utiliser les modèles {{Ouvrage}}, {{Chapitre}}, {{Article}}, {{Lien web}} et/ou {{Bibliographie}}. Le mode d'édition visuel peut mettre en forme automatiquement les références.
- Insérer une infobox (cadre d'informations à droite) n'est pas obligatoire pour parachever la mise en page.

Pour une aide détaillée, merci de consulter Aide:Wikification.
Si vous pensez que ces points ont été résolus, vous pouvez retirer ce bandeau et améliorer la mise en forme d'un autre article.
 (septembre 2024).
Rafał Kosik, né le 8 octobre 1971 à Varsovie, en Pologne, est un écrivain polonais de science-fiction. Il a publié actuellement onze romans.
Un film en langue polonaise basé sur la série Felix, Net i Nika intitulé Felix, Net, and Nika and Theoretically Possible Catastrophe est sorti en Pologne le 28 septembre 2012.
Son roman Kameleon de 2008 a reçu le prix Janusz A. Zajdel et le prix Jerzy Żuławski. En 2018, il a une fois de plus reçu le prix Janusz A. Zajdel pour le roman Różaniec.

## Romans
- Mars (2003)
- Vertical (2006)
- Kameleon (2008)
- Felix Net and Nika and the Gang of Invisible People (2004)
- Felix Net and Nika and the Theoretically Possible Catastrophe (2005)
- Felix, Net i Nika and Palace of dreams (2006)
- Felix, Net i Nika oraz Pułapka Nieśmiertelności (2007)
- Felix, Net i Nika oraz Orbitalny Spisek (2008)
- Felix, Net i Nika oraz Orbitalny Spisek 2: Mała Armia (2009)
- Felix, Net i Nika and Third cousin (2009)
- Felix, Net i Nika oraz Bunt Maszyn (2011)
- Felix, Net i Nika and Zero world (2011)
- Felix, Net i Nika and Zero world 2. Alternauts (2012)
- Felix, Net i Nika and  extra-curricular stories (2013)
- Felix, Net i Nika and Secret of Czerwona Hańcza (2013)
- Felix, Net i Nika and curse of McKillian's house (2014)
- Felix, Net i Nika and (un)safe adolescence (2015)
- Różaniec (2017)
- Felix, Net i Nika and the End of the world as we know it (2018)
- Cyberpunk 2077: No Coincidence (2023)